# ジル・エズモンド
ジル・エズモンド（Jill Esmond、本名：Jill Esmond-Moore、1908年1月26日 - 1990年7月28日）は、イギリスの女優。ローレンス・オリヴィエの最初の妻。子供は息子1人で後に再婚しなかった。

## 生涯
ジル・エズモンドはロンドンで生まれた。両親共に舞台俳優で、自身も14歳のときから役者を志すようになる。1922年に突然父親が亡くなり、一時演劇への夢をあきらめかけたが王立演劇学校で学び、1924年からウエスト・エンドの舞台に出演するようになる。

1928年、舞台『Bird in the Hand』でローレンス・オリヴィエと共演。彼には何も感じなかったが、彼の才能には感銘を受けた。舞台がブロードウェイに移ったときにエズモンドもニューヨークに向かう。キャストに選ばれなかったオリヴィエは彼女を追ってニューヨークに渡り、数度のプロポーズの後、2人は1930年に結婚。

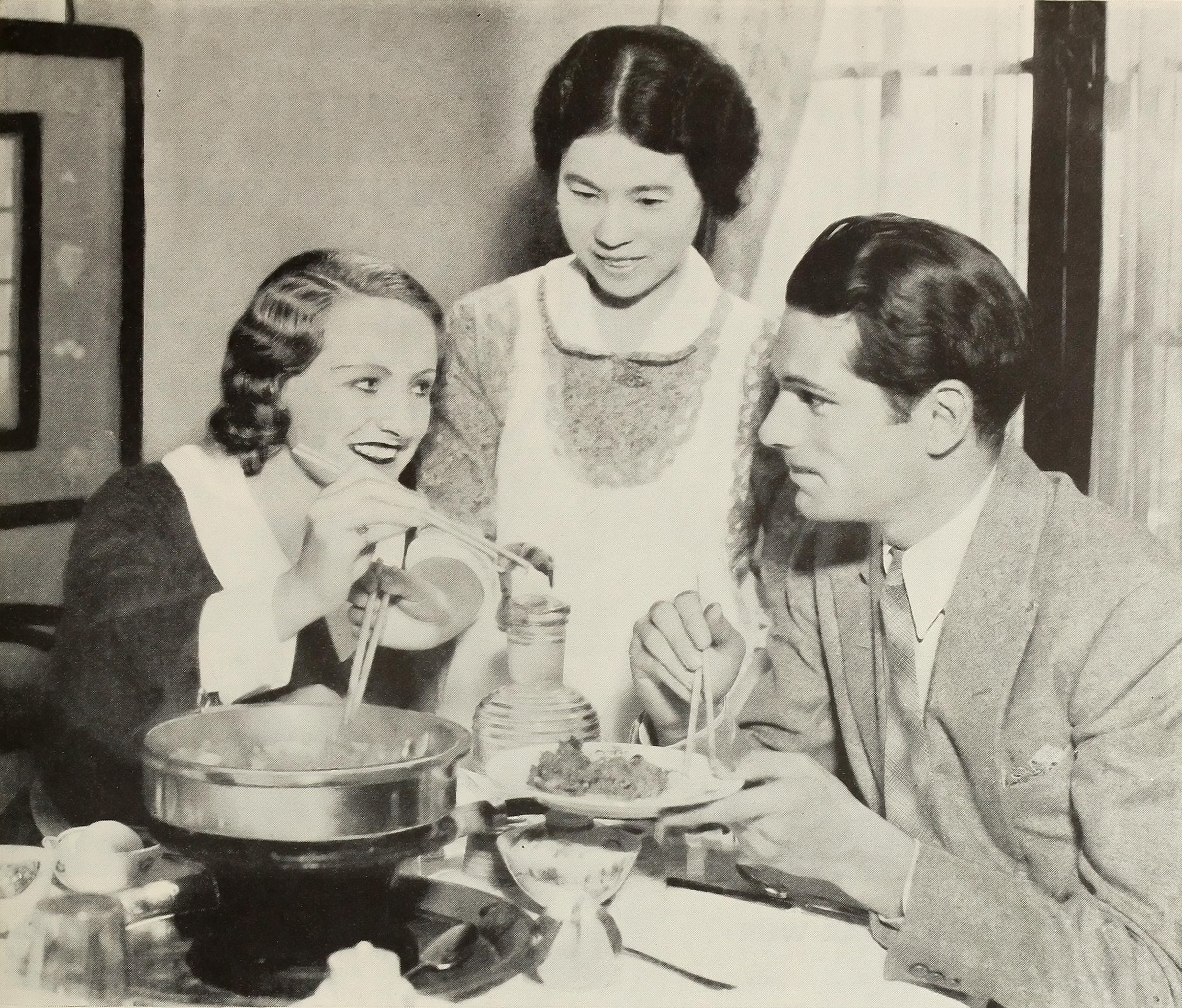
ロサンゼルスの日本料理店での夫妻。1932年9月

舞台の後にイギリスに戻り、1931年にアルフレッド・ヒッチコックの『スキン・ゲーム』で映画デビュー。その後、イギリス映画やハリウッド映画、舞台でも活躍した。
オリヴィエとの間には1936年に息子が生まれたが、オリヴィエがヴィヴィアン・リーとの関係をはじめたために1940年に離婚。1942年に映画の撮影に戻るが、1955年公開の映画がジルの最後の作品だった。
1990年7月28日にロンドン・ワンズワース区で亡くなった。82歳没。オリヴィエも前年の同月に亡くなっている。